# Stygnus marthae
Stygnus marthae – gatunek kosarza z podrzędu Laniatores i rodziny Stygnidae.

## Występowanie
Gatunek wykazany z Brazylii.